# 南沙良
南沙良（日语：／ Minami Sara，2002年6月11日—）是日本的女演員、模特兒。東京都出生，LesPros娛樂所屬藝人。身高160公分。

## 經歷
2014年國小6年級時報名參加了雜誌《nicola》「第18屆讀者模特選拔」賽，並獲得大獎，10月成為雜誌專屬模特兒在《nicola》10月號首次亮相。
2017年8月首次演出電影《親愛的外人》，飾演女主角田中奈苗與前夫所生的女兒薰。11月在Rebecca的新歌「恋に堕ちたら」MV中擔任主角。
2018年7月與蒔田彩珠雙主演的電影《志乃同學說不出自己的名字》上映，片中飾演因講話口吃而困擾的高中生大島志乃。並與蒔田一同獲得第43屆「報知電影獎」新人獎、第33屆「高崎電影祭」最優秀新人女優獎，單獨獲得了第61屆「藍絲帶獎」新人獎。
2019年1月首次主演的電視劇《可可亞》開播，於3月28日從《nicola》雜誌專屬模特兒畢業，5月上映的電影《瞌睡的磐音》中飾演坂崎伊代為首次演出時代劇。

## 演出

### 電視劇
粉格為主演
| 播出年份 | 播出日期        | 集數 | 戲劇名稱                     | 首播頻道       | 角色     | 備註             |
| -------- | --------------- | ---- | ---------------------------- | -------------- | -------- | ---------------- |
| 2019     | 1月4日          | 單集 | 可可亞                       | 富士電視台     | 黒崎燈   | 初主演           |
| 2020     | 3月4日          | 單集 | 失焦家族                     | NHK BS Premium | 宮下陽菜 | 女主角           |
| 2020     | 8月17日－21日   | 全劇 | 短劇 只有這些夏天            | NHK            | 水守香   | 與岡田建史雙主演 |
| 2020     | 12月20日        | 單集 | 憂鬱症九段                   | NHK BS Premium | 先崎春香 | [ 13 ]           |
| 2021     | 2月6日          | 全劇 | 三坪房間的鋼琴師             | NHK            | 有村美咲 |                  |
| 2021     | 4月25日         | 全劇 | 東大特訓班2                  | TBS            | 早瀨菜緒 |                  |
| 2022     | 1月－12月       | 全劇 | 鎌倉殿的13人                 | NHK            | 大姬     |                  |
| 2023年   | 1月9日－3月20日 | 全劇 | 女神的教室～法學青春白皮書～ | 富士電視台     | 照井雪乃 |                  |
| 2023年   | 3月             | 全劇 | 只想告訴你                   | Netflix        | 黒沼爽子 | 主演             |
| 2024年   | 12月9日         | 全劇 | 《無法抗拒的他》- 愛的形狀   | Netflix、ABEMA | 濱崎美羽 | 女主角           |

### 電影
粉格為主演
| 上映年份 | 上映日期 | 電影名稱                               | 角色           | 備註          |
| -------- | -------- | -------------------------------------- | -------------- | ------------- |
| 2017年   | 8月26日  | 親愛的外人                             | 薰             | [ 2 ]         |
| 2018年   | 7月14日  | 志乃同學說不出自己的名字               | 大島志乃       | 初主演        |
| 2019年   | 2月8日   | 21世紀的女子                           |                | [ 15 ]        |
| 2019年   | 5月17日  | 瞌睡的磐音                             | 坂崎伊代       | [ 16 ]        |
| 2019年   | 8月24日  | 無限foundation（無限ファンデーション）                     | 未來           | [ 17 ] [ 18 ] |
| 2020年   | 3月20日  | 冷杉之家（もみの家）                           | 本田彩花       | [ 19 ]        |
| 2021年   | 3月5日   | 太陽不會動                             | 菊池詩織       | [ 20 ]        |
| 2021年   | 4月2日   | 這批很純                               | 松原京子       | [ 21 ] [ 22 ] |
| 2021年   | 4月15日  | 彼女                                   | 永澤麗（高中） | [ 23 ]        |
| 2022年   | 4月1日   | 我想被高中女生殺死（女子高生に殺されたい)                  | 佐々木真帆     | [ 24 ]        |
| 2022年   | 5月6日   | MIRRORLIAR FILMS 第3季「沙良的假期」(沙良ちゃんの休日) | 南沙良         | [ 25 ] [ 26 ] |
| 2022年   | 9月1日   | 邪惡的孩子                             | 窪花           | [ 27 ]        |

### MV
- Rebecca（日语：レベッカ_(バンド)）「恋に堕ちたら」（2017年11月1日，導演・行定勳）- 主演
- B'z「マジェスティック」（2019年）
- Sumika「エンドロール」（2020年3月5日）[28]
- Vaundy「融解sink」（2021年）
- 秦基博「Trick me」（2022年）
- 優里「クリスマスイブ」（2022年）

### 廣告
- 江崎固力果 「Pocky」
  - 「何本分話そうかな・デビュー篇」（2018年9月4日－）[29]
  - 「何本分話そうかな バレンタイン」篇（2019年1月9日－）
  - 「おでかけ」篇（2019年4月12日－）
  - 「何本分話そうかな　家族にありがとう」篇（2020年1月7日－）[30]
  - 「新しい日常」篇（2020年9月15日－）[31]
- 麒麟 「午後紅茶」
  - 「紅茶派宣言 ありのままの私」篇（2019年6月17日－）[32]
  - 「わたしらしいって、最強だ。夏」篇（2019年7月11日－）[33]-與工藤遙、田中芽衣、こばしり 共演
  - 「世界で、いちばん、あったかい。冬」親子牽絆篇（2019年12月2日－）[34]
- SoftBank學生優惠「青春放題」篇（2019年12月6日－）[35][36]
- 日清食品 「合味道」

## 書籍

### 雜誌
- nicola（日语：ニコラ (雑誌)）（2014年10月號－2019年5月號，新潮社）- 專屬模特兒[9]

## 得獎記錄

### 電影
| 年份 | 大獎名稱                 | 獎項                     | 作品                     | 結果 |
| ---- | ------------------------ | ------------------------ | ------------------------ | ---- |
| 2018 | 第60屆藍絲帶獎           | 新人獎                   | 親愛的外人               | 提名 |
| 2018 | 第43屆報知電影獎         | 新人獎                   | 志乃同學說不出自己的名字 | 獲獎 |
| 2019 | 第33屆高崎電影祭         | 最優秀新人女優獎         | 志乃同學說不出自己的名字 | 獲獎 |
| 2019 | 第61屆藍絲帶獎           | 新人獎                   | 志乃同學說不出自己的名字 | 獲獎 |
| 2019 | 第28屆日本電影影評人大獎 | 新人女優獎（小森和子賞） | 志乃同學說不出自己的名字 | 獲獎 |

## 外部連結
- LesPros Artists 南沙良 （页面存档备份，存于） （日語）
- Nicola雜誌 南沙良 （日語）
- 南沙良的Instagram帳戶（日語）
- 南沙良的X（前Twitter）（日語）